# Antoine de Laloubère
Antoine de Laloubère, francoski jezuit in matematik, * 1600, Languedoc, Francija, † 1664, Toulouse, Francija.
1. ↑  data.bnf.fr: platforma za odprte podatke — 2011.
2. ↑  Early Modern Letters Online
3. ↑  data.bnf.fr: platforma za odprte podatke — 2011.